# Three Kings (Padre de Familia)
Three Kings (título alternativo: 3 Kings) Tres historias (Latinoamérica) es el decimoquinto episodio de la séptima temporada de la serie Padre de familia emitido el 10 de mayo de 2009 en FOX. El episodio está compuesto por tres segmentos, en cada uno se parodia una película basada en las novelas de Stephen King al igual que también parodia las novelas homónimas. Como artistas invitados, aparecen Richard Dreyfuss reinterpretando su papel de narrador en Stand by Me y  Roy Scheider quien aparece haciendo de sí mismo, lo que convierte a ésta en una de sus últimas interpretaciones antes de su muerte.

## Argumento

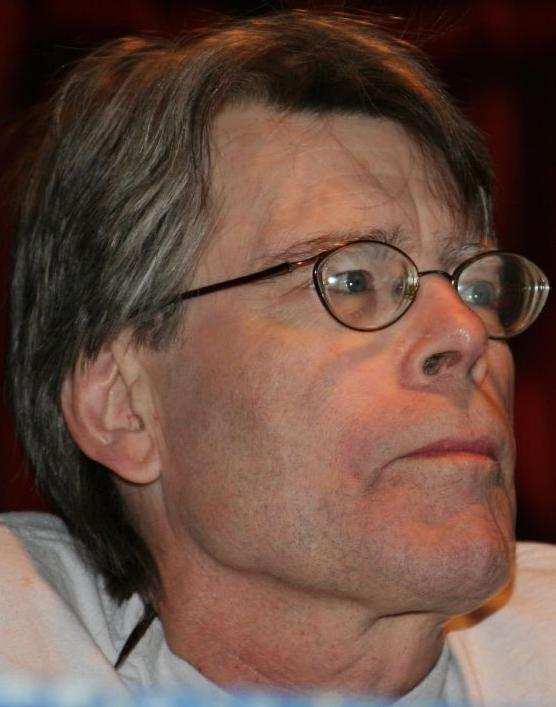
Stephen King, autor de las tres novelas parodiadas en este capítulo. The Body, Misery y Rita Hayworth y la redención de Shawshank.

El episodio comienza con Peter sentado en un estudio, explicando a los televidentes que Lois se había quejando por el hecho de que él veía demasiada televisión, y siendo así, Peter escoge tres novelas escritas por Stephen King y procede a leer cada una a los telespectadores.

### Stand by Me
Año 1955, cuatro chicos de 12 años, Petey LaChance (Peter), Quag Chambers (Quagmire), Joey Duchamp (Joe) y Cleve Brown (Cleveland) emprenden una aventura en busca de un cadáver en el bosque, a lo largo de las vías del ferrocarril como camino (durante el viaje, un tren arrolla a Joey rompiéndole las piernas dejándole inválido). Tras encontrar el cuerpo (quien resulta ser el de Meg) se enfrentan al matón local, Ace Merrill (Alcalde West) quien reclama el cadáver como propiedad suya, amenazando a los chicos con una navaja. Petey saca un arma con la que intimida a Ace, quien jura volver para vengarse. No obstante, las amenazas de Ace son inevitables a causa de que viven en el mismo barrio, Petey le entrega el cuerpo para evitar graves consecuencias. Al volver a casa, los chicos se separan por caminos distintos: Joey empieza a usar la silla de ruedas e inventa una nueva modalidad deportiva para gente lisiada; Cleve creció y contrajo matrimonio con Rebecca Romijn (clara referencia al actor de la película, Jerry O'Connell); y Quag se convierte en un famoso actor de Hollywood hasta que fallece por sobredosis.

### Misery
El afamado escritor, Paul Sheldon (Brian) acaba de terminar su última obra de las series literarias infantiles, donde mata al personaje principal de la serie literaria, Snuggly Jeff. Mientras conduce por una carretera nevada, se cruza con Stephen King en medio, a pesar del intento por esquivarlo acaba atropellando al novelista, provocando la pérdida del control del vehículo. Allí es socorrido por su Stewie Wilkes (Stewie), un niño travestido y autoproclamado "fan número uno" de la serie literaria de la que Paul había terminado. Stewie, al leer el manuscrito del último libro de Snuggly Jeff se enfurece y le obliga a volver a escribirlo de cero para que el personaje vuelva a la vida teniéndole como rehén. Tras mandar a Stewie a comprar papeles, Paul descubre varios artículos de noticia, todos apuntando a Stewie como un asesino en serie, momentos después aparece el sheriff a rescatarlo pero es sorprendido por Stewie quien acaba destrozándole las piernas con un rifle, al final lo remata a sangre fría. Tras varios intentos, Paul finaliza por fin el libro permitiendo al personaje volver a la vida de una forma presumiblemente lógica, pero Stewie le impide dejarle marchar puesto que contaría a la policía de su secuestro. Se desconoce la suerte del escritor.

### The Shawshank Redemption
Andy Dufresne (Peter) es internado en la prisión de Shawshank donde conoce y se hace amigo de un preso llamado Red (Cleveland). Andy le pide un martillo para trabajar la piedra haciendo figuras de los personajes de Star Wars, aunque también le sugiere un póster que usará para hacer un túnel y escapar de los muros de la penitenciaria. El corrupto director de la cárcel, Warden (Carter Pewterschmidt) le pide sus figurines a cambio de romperle las piernas a uno de los internos (Joe) por haber violado a Dufresne en los baños, tras la paliza, el preso queda parapléjico como signo de buena voluntad. Andy se gana la confianza del director y le encarga la tarea de limpiar su despacho; mientras él está ahí, pone por megafonía la canción de Hollaback Girl escuchándose por toda la prisión, lo cual confunde a los demás presos y enfurece a Warden. Dufresne le cuenta a Red sus intenciones de escaparse y marcharse a Zihuatanejo, México, le pide a Red, que en cuanto salga de prisión, se dirija a un campo en Buxton y que se ponga a buscar una caja que esconderá allí mismo. Por la noche, Andy comienza a darse a la fuga y al día siguiente, cuando Warden descubre el túnel tras un póster de David Cassidy entra en cólera rompiendo el papel. 25 años después, le conceden a Red la libertad y se dirige a la misma zona de Buxton del que Andy le hizo prometer, allí se encuentra la caja y una postal donde le pregunta si recuerda el nombre del país mexicano del que Andy le habló (Zihuatanejo); desafortunadamente, no se acuerda. Por otra parte, Andy está esperando en la playa la llegada de su amigo para zarpar juntos en una barca, aunque se supone no aparecerá.

## Reparto

### Stand by Me
| Personaje       | Papel                          | Papel interpretado originariamente por |
| --------------- | ------------------------------ | -------------------------------------- |
| Peter Griffin   | Petey LaChange/Gordie LaChance | Wil Wheaton Richard Dreyfuss (adulto)  |
| Glenn Quagmire  | Quag Chambers/Chris Chambers   | River Phoenix                          |
| Joe Swanson     | Joey Duchamp/Teddy Duchamp     | Corey Feldman                          |
| Cleveland Brown | Cleve Brown/Vern Tessio        | Jerry O'Connell                        |
| Adam West       | Ace Merrill                    | Kiefer Sutherland                      |
| Stewie Griffin  | Milo Pressman                  | William Bronder                        |
| Brian Griffin   | Chopper                        | -                                      |
| Meg Griffin     | Cadáver (Ray Brower)           | Kent W. Luttrell                       |

### Misery
| Personaje      | Papel                      | Papel interpretado originariamente por |
| -------------- | -------------------------- | -------------------------------------- |
| Brian Griffin  | Paul Sheldon               | James Caan                             |
| Stewie Griffin | Stewie Wilkes/Annie Wilkes | Kathy Bates                            |
| Lois Griffin   | Marcia Sindell             | Lauren Bacall                          |
| Joe Swanson    | Sheriff Buster             | Richard Farnsworth                     |

### The Shawshank Redemption
| Personaje            | Papel                    | Papel interpretado originariamente por |
| -------------------- | ------------------------ | -------------------------------------- |
| Peter Griffin        | Andy Dufresne            | Tim Robbins                            |
| Cleveland Brown      | Ellis Boyd "Red" Redding | Morgan Freeman                         |
| Carter Pewterschmidt | Warden Samuel Norton     | Bob Gunton                             |
| Shamus               | Capitán Byron Hadley     | Clancy Brown                           |
| Joe Swanson          | Bogs Diamond             | Mark Rolston                           |
| Glenn Quagmire       | Presidiario              | -                                      |

## Recepción
De acuerdo con Zap2it, este episodio recibió una nota de 3,9/6 de Nielsen Rating. 

IGN dio al episodio un 8,4 sobre 10, diciendo que el cambio de ritmo respecto a la habitual narrativa desordenada de la serie era "agradable". Se criticó el segmento de Misery calificándolo como flojo, pero a cambio se aplaudieron los otros dos, en especial The Shawhawk Redemption. La Parents Television Council, organismo mediático y grupo frecuentemente crítico con Padre de familia, criticó el episodio por su violencia y lo etiquetó como el "Peor programa de la semana".